# Westmont (Illinois)
Westmont ist ein Ort in der Metropolregion Chicago. Im Jahr 2000 hatte das Village 24.554 Einwohner. Westmont liegt etwa 35 Kilometer westlich des Chicago Loop im Südwesten des DuPage County.

## Geographie
Westmonts geographische Koordinaten sind 41° 48′ N, 87° 59′ W (41,794480, −87,976433). An den Ort grenzen im Norden Oak Brook, im Osten Clarendon Hills, im Süden Darien und im Westen Downers Grove. Der größte Teil Westmonts liegt in der Township Downers Grove.
Nach den Angaben des United States Census Bureau hat der Ort eine Fläche von 12,7 Quadratkilometern, wovon fast alles auf Land entfällt, nur 0,20 Prozent der Fläche bilden Gewässer.

## Geschichte
Das Gebiet, das heute als Westmont bekannt ist, wurde bis zum Jahr 1833 durch die Potawatomi besiedelt. Nach mehreren fehlgeschlagenen Versuchen der Regierung der Vereinigten Staaten, die Indianer zum Verlassen des Gebietes zu bewegen, stimmten diese 1833 unter Zwang einer Umsiedlung mit Bezahlung des nominalen Landwertes zu. Der Bau des Illinois and Michigan Canal, der vom Staat Illinois in den 1820er-Jahren beschlossen wurde, dessen Baubeginn sich jedoch bis in die 1830er-Jahre verzögerte, trug zum frühen Wachstum Westmonts bei. Als wegen der Wirtschaftskrise von 1837 der Kanalbau zum Erliegen kam, wurden viele der Bauarbeiter zu Bauern, und die Landwirtschaft wurde zum wichtigsten Wirtschaftszweig der Gegend. Die Erzeugnisse wurden im nahegelegenen Chicago verkauft, und das Gebiet um Westmont wurde so zu einer der am meisten prosperierenden Zonen des Bundesstaates.
Um die landwirtschaftlichen Erzeugnisse besser nach Chicago befördern zu können, begann von Chicago aus 1840 der Bau einer mit Holzbohlen gebauten Straße. Diese führte über den 15 km breiten Sumpf, der Chicago und das Gebiet um das spätere Westmont voneinander trennte. 1851 war der Bau der Straße bis nach Naperville fertiggestellt. Weil sich diese Straße schon rasch als unzureichend erwies, ersuchten die inkorporierten Towns und Villages die Chicago, Burlington and Quincy Railroad 1858, eine Bahnstrecke von Chicago nach Aurora zu bauen, die durch ihre Ortschaften verlief. Der Bau dieser Bahnstrecke wurde schließlich beschlossen und 1864 verkehrte der erste Zug. Greg’s Station, die sich später zu Westmont entwickelte, diente vor allem der Verladung von Erzeugnissen der Landwirtschaft und der Weidewirtschaft. Die Stadt entwickelte sich von einer landwirtschaftlichen Gemeinde zu einer Schlafstadt, deren Wachstum sich zunächst um die Eisenbahnstation konzentrierte.
Zu Beginn der 1900er-Jahre wurden die Parzellen für das Village of Westmont festgelegt und Straßen ausgewiesen. Die Inkorporation wurde mit einer nur kleinen Mehrheit beschlossen und offiziell am 10. November 1921 vorgenommen; Vince Pastor wurde zum ersten Präsident des Village Board bestimmt.

## Verkehr
Westmont liegt an der BNSF-Linie des METRA-Nahverkehrszugnetzes, die zwischen Aurora und der Union Station Chicagos verkehrt. Mit dem Auto ist Westmont über den Eisenhower Expressway und den East-West Tollway mit Chicago verbunden. Auch U.S. Highway 34 führt von Osten nach Westen durch das Westmont.
Interstate 55 führt südlich, Interstate 294 östlich und Interstate 355 westlich an Westmont vorbei und im Norden der Stadt verläuft Interstate 88. Sie verbinden den Ort mit dem Rest der Region.
In der Umgebung befindet sich ein kleiner Regionalflughafen.
Die existierende Bahnlinie wird durch eine Hochgeschwindigkeitsstrecke ersetzt werden. Wegen der Wirtschaftskrise sind die Bauarbeiten jedoch bis 2010 ausgesetzt worden.

## Demografische Daten

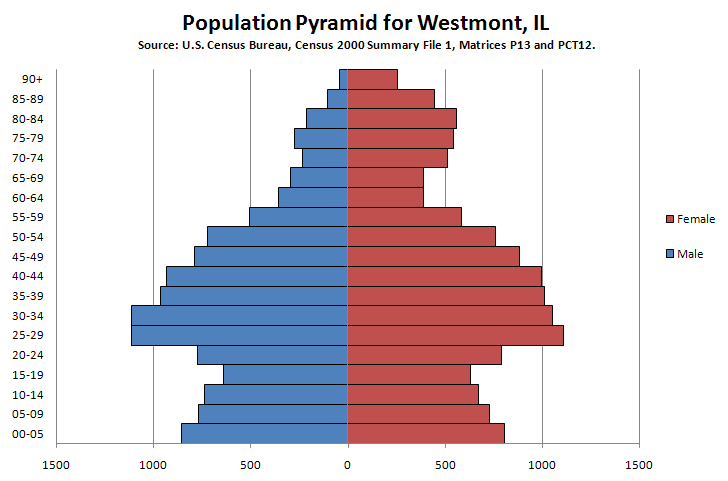
Alterspyramide für Westmont, IL nach U.S. Census 2000

Zum Zeitpunkt des United States Census 2000 bewohnten Westmont 26.211 Personen. Die Bevölkerungsdichte betrug 1934,8 Personen pro Quadratkilometer. Es gab 10.269 Wohneinheiten, durchschnittlich 809,2 pro Quadratkilometer. Die Bevölkerung Westmonts bestand zu 78,02 Prozent aus Weißen, 5,38 Prozent Schwarzen oder African American, 0,13 Prozent Native American, 11,95 Prozent Asian, 2,41 Prozent gaben an, anderen Rassen anzugehören und 2,11 Prozent nannten zwei oder mehr Rassen. 6,98 Prozent der Bevölkerung erklärten, Hispanos oder Latinos jeglicher Rasse zu sein.
Die Bewohner Westmonts verteilten sich auf 9900 Haushalte, von denen in 29,1 Prozent Kinder unter 18 Jahren lebten. 47,1 Prozent der Haushalte stellten Verheiratete, 10,4 Prozent hatten einen weiblichen Haushaltsvorstand ohne Ehemann und 39,6 Prozent bildeten keine Familien. 32,5 Prozent der Haushalte bestanden aus Einzelpersonen und in 11,8 Prozent aller Haushalte lebte jemand im Alter von 65 Jahren oder mehr alleine. Die durchschnittliche Haushaltsgröße betrug 2,37 und die durchschnittliche Familiengröße 3,05 Personen.
Die Bevölkerung verteilte sich auf 21,9 Prozent Minderjährige, 8,3 Prozent 18- bis 24-Jährige, 33,8 Prozent 25- bis 44-Jährige, 20,3 Prozent 45- bis 64-Jährige und 15,7 Prozent im Alter von 65 Jahren oder mehr. Das Durchschnittsalter betrug 36 Jahre. Auf jeweils 100 Frauen entfielen 87,4 Männer. Bei den über 18-Jährigen entfielen auf 100 Frauen 82,9 Männer.
Das mittlere Haushaltseinkommen in Westmont betrug 51.422 US-Dollar und das mittlere Familieneinkommen erreichte die Höhe von 64.472 US-Dollar. Das Durchschnittseinkommen der Männer betrug 42.909 US-Dollar, gegenüber 33.690 US-Dollar bei den Frauen. Das Pro-Kopf-Einkommen belief sich auf 26.394 US-Dollar. 3,8 Prozent der Bevölkerung und 5,8 Prozent der Familien hatten ein Einkommen unterhalb der Armutsgrenze, davon waren 4,8 Prozent der Minderjährigen und 8,5 Prozent der Altersgruppe 65 Jahre und mehr betroffen.

## Architektur
Die Architektur der Stadt ist durch locker bebaute Wohngebiete und durch viele Grünanlagen geprägt.

## Freizeit
In der Stadt ist es sehr ruhig. Es gibt auch viele Freizeitparks und Spielplätze. Die wichtigsten Parks sind: Randall Park, Patriota Park, Deer Creek Park, Twin Lakes Park, Lebeck Park, Veterans Memorial Park, Milness Memorial Park und Prospect Park.

## Namhafte Bewohner
- Muddy Waters (1913–1983), der Vater des Chicago Blues
- Ty Warner (* 1944), Industrieller und Gründer von Ty Inc.
- Tori Franklin (* 1992), Dreispringerin